# Saint-Augustin-des-Bois
Saint-Augustin-des-Bois è un comune francese di 1 034 abitanti situato nel dipartimento del Maine e Loira nella regione dei Paesi della Loira.

## Società

### Evoluzione demografica
Abitanti censiti